# Kulturarvspædagogik
Samlet begreb for de læreprocesser/læringsprocesser/det lærende/den undervisning, som involverer materielle og immaterielle kulturefterladenskaber. Anvendes som begreb for det pædagogiske arbejde, der udføres inden for arkiver, kunst, museer og kulturarvsmiljøer. Kulturarven kommer til udtryk i blandt andet miljøer, genstande, dokumenter og billeder.
| Humaniora | Spire Denne artikel om humaniora er en spire som bør udbygges. Du er velkommen til at hjælpe Wikipedia ved at udvide den. |